# Maria Theresia Isabella von Blumenthal
Maria Theresia Isabella von Blumenthal (* 15. November 1712 in Namur; † 25. April 1782 in Berlin), geborene Gräfin d’Harscamp, war eine bekannte Philanthropin und Oberhofmeisterin von Wilhelmine von Preußen.
Sie entstammte der Familie d’Harscamp aus Brabant. Ihre Eltern waren Franz Karl d’Harscamp († 1735) und dessen Ehefrau Maria Isabella von Argenteau. Sie war mit dem Major Heinrich Georg von Blumenthal (* 1716; † 1756), Sohn des Geheimrats Adam Ludwig von Blumenthal, verheiratet. Dieser fiel im bei einem Gefecht bei Ostritz. Das Paar hatte drei Söhne, die alle früh starben. Sie wurde nach dem Tod ihres Mannes Oberhofmeisterin bei der Prinzessin Wilhelmine, Ehefrau des Prinzen Heinrich. Sie war eine freundlich Dame, allgemein sehr beliebt und machte große Spenden zum Bau der katholischen St. Hedwigs-Kirche.
Ihr zu Ehren wurde in der St. Hedwigs-Kirche eine Gedenktafel mit Medaillon mit dem Brustbild der Verstorbenen in Marmor mit Inschrift aufgestellt. Die Tafel wurde bei einem Bombenangriff 1943 zerstört.
Erbe war ihre Schwägerin Maria Isabella d’Harskamp.